# 24e cérémonie des Filmfare Awards
La 24e cérémonie des Filmfare Awards s'est déroulée en 1977 à Bombay en Inde.

## Palmarès
| Catégorie                                 | Lauréat |
| ----------------------------------------- | --- |
| Meilleur film                             | Mausam - produit par P. Mallikharjuna Rao - réalisé par Sampooran Singh Gulzar - avec Sharmila Tagore, Sanjeev Kumar et Dina Pathak |
| Meilleur réalisateur                      | Sampooran Singh Gulzar (Mausam) |
| Meilleur acteur                           | Sanjeev Kumar (Arjun Pandit) |
| Meilleure actrice                         | Raakhee (Tapasya) |
| Meilleur acteur dans un second rôle       | Prem Chopra (Do Anjaane) |
| Meilleure actrice dans un second rôle     | Kajri (Balika Badhu) |
| Meilleure prestation dans un rôle comique | Asrani (Balika Bhadu) |
| Meilleur compositeur                      | Khayyam (Kabhi Kabhie) |
| Meilleur parolier                         | Sahir Ludhianvi pour « Kabhie Kabhie Mere Dil Mein » (Kabhi Kabhie)                                                                 |
| Meilleur chanteur de playback             | Mukesh pour « Kabhie Kabhie Mere Dil Mein » (Kabhi Kabhie)                                                                          |
| Meilleure chanteuse de playback           | Hemalata pour « Tujo Mere Sur Mein » (Chitchor)                                                                                     |
| Meilleure histoire                        | Balachand Mukherjee (Arjun Pandit)                                                                                                  |
| Meilleur scénario                         | Sagar Sarhadi (Kabhi Kabhie) |
| Meilleurs dialogues                       | - |
| Meilleure photographie                    | Fali Mistry (Fakira) |
| Meilleure direction artistique            | - |
| Meilleur son                              | - |
| Meilleur montage                          | - |

## Récompenses des critiques
| Catégorie     | Lauréat                |
| ------------- | ---------------------- |
| Meilleur film | Mrigayaa de Mrinal Sen |